# NGC 6362
NGC 6362 je kulová hvězdokupa v souhvězdí Oltáře s magnitudou 7,7.
Objevil ji James Dunlop 30. června 1826.
Od Země je vzdálená 24 500 světelných let.
Hvězdokupa se dá snadno najít i malým dalekohledem v jižním výběžku souhvězdí Oltáře, přibližně 1° severovýchodně od hvězdy 5. magnitudy ζ Apodis ze sousedního souhvězdí Rajky. Nejjasnější členové hvězdokupy mají magnitudu 12,7.
Podle Shapleyho–Sawyerové třídění tato hvězdokupa patří do třídy X, protože má nevýrazné středové zhuštění. Vyznačuje se velkým počtem modrých opozdilců, tedy hvězdami, které jsou jasnější a mají více modrý odstín v porovnání s ostatními členy hvězdokupy.